# Ставангерский собор
Кафедральный собор Ставангера (норв. Stavanger domkirke) — древнейший собор Норвегии, относящийся ныне к евангелистско-лютеранской Церкви Норвегии, кафедра епископа Ставангера. Собор, посвящённый святому Свитину и святой Троице, расположен в центре города Ставангер.
Собор основан около 1100 года Сигурдом Крестоносцем. Первым епископом стал Рейнальд из английского Винчестера. Причина, по которой рыбацкая деревня с небольшой церковью была выбрана для сооружения кафедрального собора, доподлинно неизвестна. Однако о том, что на этом месте существовала более древняя церковь, свидетельствуют захоронения, датируемые с помощью радиоуглеродного анализа VIII—X веками. В 1125 году поселение вокруг собора было признано городом, этот год считается годом основания Ставангера. Свитин, святой покровитель собора, был одним из первых епископов Винчестера; он же является покровителем знаменитого Винчестерского собора. Мощи святого Свитина — одна из реликвий собора.
Ставангерский собор представляет собой трёхнефную романскую базилику в суровом англо-норманском стиле. Об этом говорят массивные колонны, циркульные аркады между нефами, узкие окна, не пропускающие много света. Первоначально собор имел квадратную колокольню, пристроенную к его западному фасаду.
В 1272 году в пожаре сгорел практически весь Ставангер, собор также сильно пострадал, потеряв западную башню, от которой сохранился только фундамент. Храм был восстановлен епископом Арне, при этом романскому собору были приданы и некоторые готические черты. Самой яркой готической деталью собора является его восточный фасад. В течение 400 лет собор был резиденцией католического епископа, а ещё 150 лет после реформации — епископа лютеранского. В 1682 году епископат переехал в Кристиансанн, что заметно отразилось на процветании Ставангера. Лишь в 1925 году, после разделения епархий, собор вновь стал кафедральным.
В 1746 году собор обзавёлся двумя невысокими готическими башнями, обрамляющими восточный фасад и на удивление удачно вписавшимися в сложившийся архитектурный ансамбль. В остальном же собор (более, чем другие церкви Норвегии, а, возможно, и всей Северной Европы) до настоящего времени сохранил оригинальные черты архитектуры XIII века.
В течение нескольких веков с собором соседствовала с севера Церковь Пресвятой Девы Марии, построенная, по-видимому, во время восстановления собора после пожара 1272 года и успевшая побывать не только церковью, но и ратушей, и тюрьмой, и пожарной частью. Она была снесена в конце XIX века. К востоку от собора находится пруд, до XIX века здесь было кладбище, к югу от собора располагается двор резиденции епископа, занимаемой сейчас соборной школой, выпускниками которой, в частности, были лауреат Нобелевской премии мира 1921 года Кристиан Ланге и писатель Александр Килланд. 

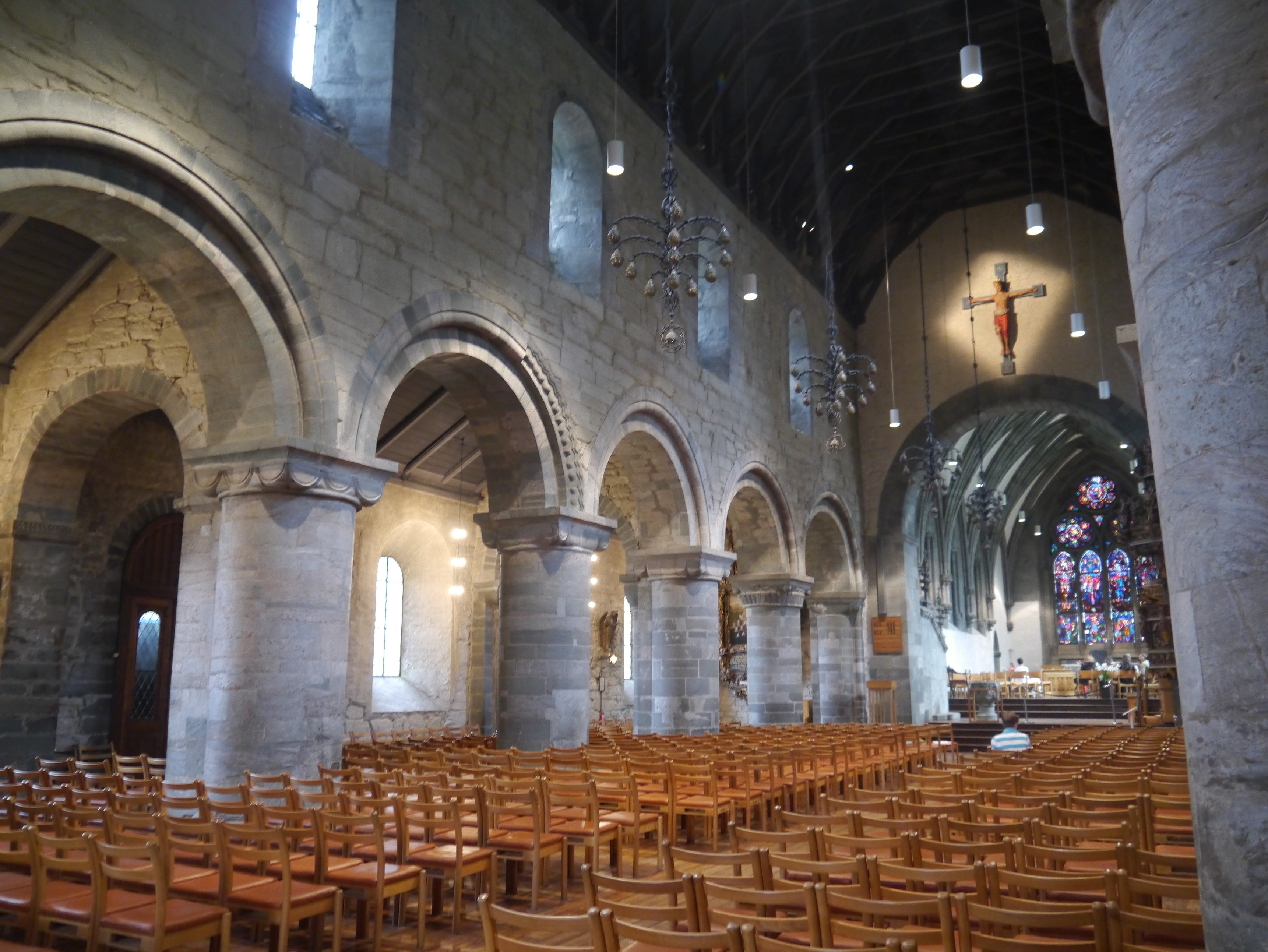
Неф

При реконструкции 1860-х годов внешний вид и интерьеры собора подверглись значительным изменениям. В середине XX века были предприняты усилия по восстановлению исторического вида здания. Последней крупной реставрацией были работы 1999 года.
Адрес собора: Domkirkeplassen, 4001 Stavanger. Собор открыт для посещения с 11 до 16 часов, кроме понедельника и пятницы.